# Nokia 7280
Nokia 7280 — тридіапазонний мобільний телефон фірми Nokia. Унікальний тим, що у телефоні вперше відсутня цифрова клавіатура. Набір номера проводиться обертовим коліщатком та кнопкою вибору. Надалі фірма випустила телефон Nokia 7380 з подібним механізмом введення.
Журнал Fortune назвав його одним із найкращих продуктів 2004 року, а його дизайн отримав високу оцінку журі конкурсу iF product design awards 2005.

## Характеристики
Загальний розмір телефону 115х32х19 мм, а вага — 84 грами. Модель представлена лише в одному кольорі, чорний лакований пластик. На верхньому торці знаходиться окантовка білого кольору, за нею ховається світлодіод червоного кольору. У режимі очікування він плавно вмикається, освітлюючи верхній торець по колу. Дисплей телефону, внаслідок форми апарата, позиціонований по горизонталі (згори донизу). Тобто, для комфортної роботи необхідно тримати телефон не вертикально, а горизонтально. Роздільна здатність екрану 104х208 пікселів (16х30 мм), він відображає до 65000 кольорів (TFT). На дисплеї в режимі читання SMS міститься до 4 рядків тексту та одного службового рядка (заголовок). Через орієнтацію екрана всі підписи до софт-клавіш знаходяться в одній вертикальній колонці праворуч. 
Радикальна відмінність від звичайних моделей не тільки в іншому дисплеї, а й у відсутності цифрової клавіатури. Під екраном можна побачити лише дві софт-клавіші, нижче керуючий елемент, а ще нижче дві клавіші виклику і відбій. Керуючим елементом є навігаційне коліщатко (Navy Wheel), яке прийшло в цю модель з автомобільних телефонів, зокрема Nokia 810. За допомогою цього коліщатка здійснюється пересування по меню, а також набір тексту та інші операції, характерні в традиційних апаратах для клавіатури. Колесо обертається в горизонтальній площині в обох напрямках. В коліщатка вписана клавіша ОК. Навколо коліщатка діє підсвічування білого кольору.
На нижньому торці знаходиться отвір мікрофона, гніздо для підключення гарнітури, а також гніздо для зарядного пристрою. На лівій бічній панелі знаходиться отвір поліфонічного дзвінка, це другий динамік. Трохи нижче знаходиться віконце ІЧ-порту. Нижче виділяється шматочок корпусу сріблястого кольору — клямка утримувача SIM-картки. У комплект із телефоном входить спеціальна металева паличка, оскільки для розкриття відсіку з карткою необхідно вставити цей інструмент у невеликий отвір. Апарат не можна розібрати, за винятком знімної панелі біля камери. Акумулятор можна було замінити лише в авторизованому сервісному центрі. Місткість літій-іонного акумулятора 700 мАг (BL-8N). За заявою виробника, батарея забезпечує до 240 годин роботи в режимі очікування, до 3 годин в режимі розмови. Час повного заряджання акумулятора близько 1 години 10 хвилин.